# アンデルセン (製パン)
株式会社アンデルセン（英: Andersen Co.,Ltd.）は、広島県広島市中区に本社を置き、ベーカリーチェーンを展開する日本の企業。アンデルセングループ（タカキベーカリー）の系列会社である。

## 概要
タカキベーカリー創業者の高木俊介が、1959年にデンマークのコペンハーゲンで食べたデニッシュペストリーに感銘して以来「デンマーク」をテーマとしており、商号・屋号の「アンデルセン」は、デンマークの童話作家であるハンス・クリスチャン・アンデルセンに由来する。
広島アンデルセン、青山アンデルセンなど、日本全国に店舗を展開し、アメリカ合衆国カリフォルニア州サンフランシスコ・ベイエリアにも進出している。2008年5月にはコペンハーゲンにデンマーク1号店をオープンした。
日本で初めてデニッシュペストリーを販売した。また現在、日本国内のほとんどのベーカリーで採用されているセルフチョイス方式（客がトングを使用して商品をピックアップする販売法）は当社が発祥である。
山陽自動車道小谷サービスエリア上り線（東広島市）を運営している。

## 沿革
- 1967年10月 - 広島アンデルセンをオープン。
- 1970年10月 - 青山アンデルセンをオープン。
- 1973年10月 - アンデルセン東京本部を開設。
- 1978年10月 - 広島アンデルセンの増改築工事が完成。
- 1985年7月 - 青山アンデルセンを移転。
- 1988年10月 - 広島アンデルセンをリニューアル。
- 2002年4月 - 広島アンデルセンの耐震工事が完成。
- 2004年11月 - 青山アンデルセンをリニューアル。
- 2008年5月 - コペンハーゲンにアンデルセンのデンマーク1号店をオープン。
- 2016年1月 - 広島アンデルセンが旧店舗での通常営業を終了。
- 2016年2月 - 広島アンデルセンが旧店舗での仮営業を終了。
- 2017年7月 - 青山アンデルセンが表参道駅周辺再開発に伴い閉店。
- 2020年8月 - 広島アンデルセンの新店舗がオープン。

## 広島アンデルセン
1階がベーカリーと生花や生鮮食品売り場、2階がセルフサービスのレストラン、3階がデザインショップ、4階から6階がパーティーフロアからなる。1967年10月にパンと洋菓子店とレストランの複合店舗としてオープン。その後に増築して現店舗となった。

北側棟は被爆建物の旧帝国銀行広島支店で、アンデルセン開業の際にリノベーションして以来使用されてきた。入口には人魚のモニュメントを記したプレートが設置されている。開店以来、何度か改装しているが、2016年1月より一時閉店して建物を解体し建て替えた。建て替え中は仮店舗としてウツミ屋証券旧本社建物の1階から5階（広島市中区紙屋町2丁目2-2）で営業していたが、2020年8月1日にリニューアルオープン。新店舗は2021年度グッドデザイン賞を受賞した。
創業者の思想や建物の由来から、デンマーク王室のマルグレーテ2世女王とヘンリク王配、フリデリック王太子が訪問している。また、長年続いたデンマーク王国との交流から、広島アンデルセンには広島、山口、島根、鳥取各県を管轄とした在広島デンマーク王国名誉領事館が存在する。

## 青山アンデルセン
国道246号（青山通り）と表参道との交差点付近にあり、すぐそばに東京メトロ表参道駅がある。
1970年10月オープン、1985年7月に現在地へ移転、2004年11月にリニューアルオープンした。地下がサンドイッチバー、1階がベーカリー、2階と3階がレストランからなる。
2017年7月、表参道駅周辺の再開発に伴い閉店した。

## 関連会社
- アンデルセン・パン生活文化研究所 - アンデルセングループの持株会社
- タカキベーカリー
  - マーメイドベーカリーパートナーズ - 2022年にタカキベーカリーへ吸収合併[6][7]
- アンデルセンサービス

## フランチャイジー
- ジェイアール東日本フードビジネス（ジェフビー）- フランチャイジーとして、アンデルセン、リトルマーメイド、カフェデンマルクを運営。